# Тен Бруггенкате (лунный кратер)
Кратер Тен Бруггенкате (лат. Ten Bruggencate) — крупный ударный кратер в экваториальной области обратной стороны Луны. Название присвоено в честь немецкого астронома и астрофизика Пауля Тен Бруггенкате (1901—1961) и утверждено Международным астрономическим союзом в 1970 г. 

## Описание кратера
Ближайшими соседями кратера Тен Бруггенкате являются кратер Лейн на западе; кратер Деллинджер на востоке-северо-востоке; кратер Шовене на юго-востоке и кратер Волков на юго-западе. Селенографические координаты центра кратера 9°35′ ю. ш. 134°40′ в. д. / 9,58° ю. ш. 134,66° в. д., диаметр 60,0 км, глубина 2700 м.
Кратер Тен Бруггенкате имеет полигональную форму с небольшим выступом в западной части и значительно разрушен. Юго-восточная часть кратера перекрыта полигональным сателлитным кратером Тен Бруггенкате H, к южной части вала примыкает крупный безымянный кратер. Вал сглажен, отмечен несколькими маленькими кратерами. Высота вала над окружающей местностью достигает 1200 м, объем кратера составляет приблизительно 2900 км³. Дно чаши относительно ровное, испещрено множеством мелких кратеров. В юго-восточной части чаши расположен короткий дугообразный хребет. Еще один короткий хребет расположен несколько западнее центра чаши.

## Сателлитные кратеры
| Тен Бруггенкате | Координаты                                             | Диаметр, км |
| --------------- | ------------------------------------------------------ | ----------- |
| C               | 7°58′ ю. ш. 136°28′ в. д. / 7,96° ю. ш. 136,47° в. д.  | 18,4        |
| D               | 8°09′ ю. ш. 137°11′ в. д. / 8,15° ю. ш. 137,18° в. д.  | 41,9        |
| H               | 10°06′ ю. ш. 135°50′ в. д. / 10,1° ю. ш. 135,84° в. д. | 30,6        |
| Y               | 6°49′ ю. ш. 134°18′ в. д. / 6,82° ю. ш. 134,3° в. д.   | 56,1        |

- Образование сателлитных кратеров Тен Бруггенкате H и Y относится к нектарскому периоду[3].

## См.также
- Список кратеров на Луне
- Лунный кратер
- Морфологический каталог кратеров Луны
- Планетная номенклатура
- Селенография
- Минералогия Луны
- Геология Луны
- Поздняя тяжёлая бомбардировка